# Viggianello, Corse-du-Sud

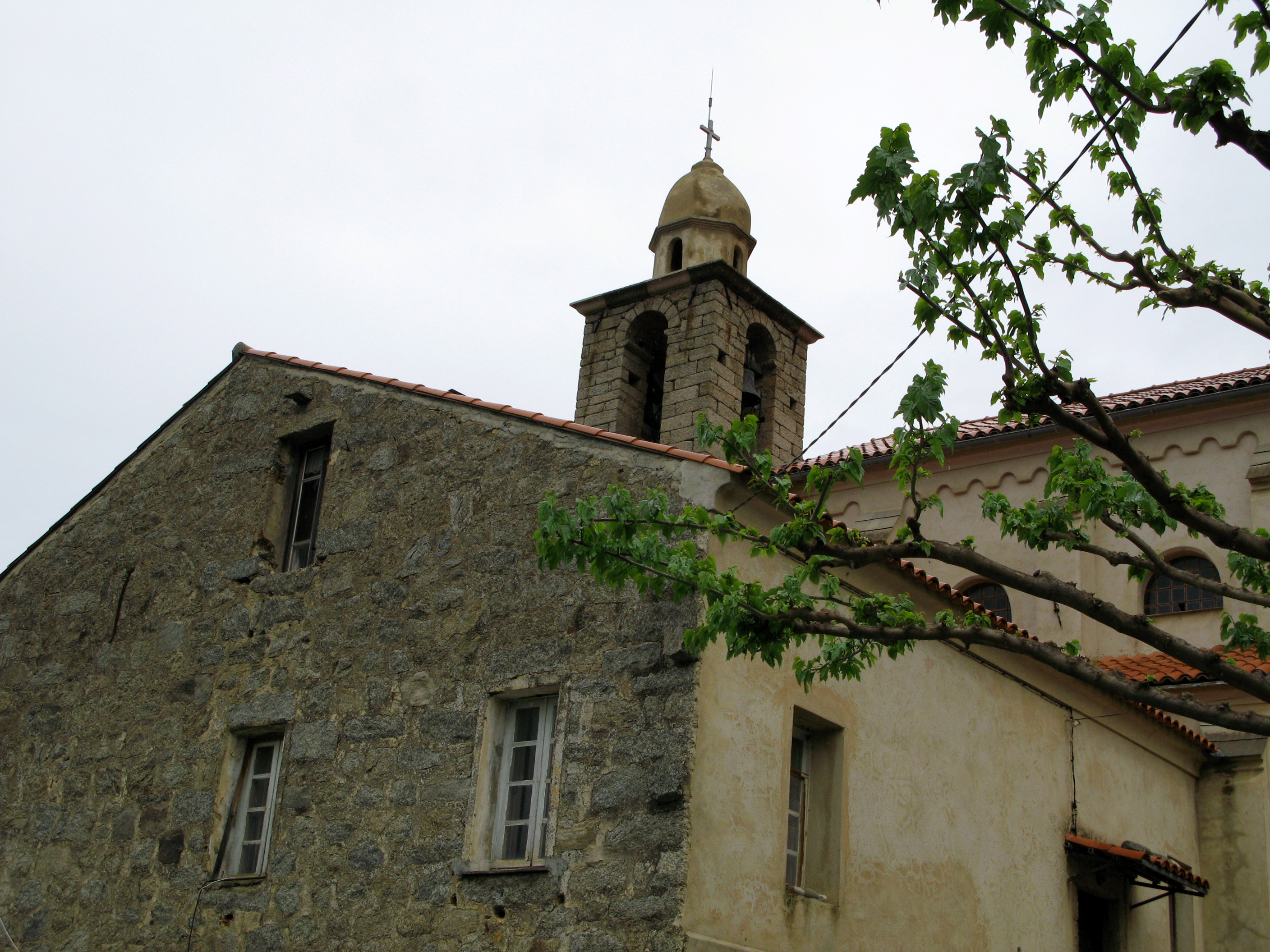
Church

Viggianello là một xã của tỉnh Corse-du-Sud, thuộc vùng Corse, trên đảo Corse ở Pháp.